# Corps des fusiliers marins de la république d'Indonésie
Le corps des fusiliers marins de la république d'Indonésie (indonésien : Korps Marinir Republik Indonesia) est le corps d'infanterie de marine de la marine indonésienne. Son rôle est le combat amphibie et une réaction rapide en cas d'invasion du territoire indonésien.
Son commandant actuel est le major-général Nur Alamsyah (depuis 2023).

## Histoire
Le corps fut créé le 15 novembre 1945  sous le nom de Corps Mariniers. En 1948, son nom a été changé en Korps Komando ou KKO. Il est redevenu Korps Marinir en 1975.
Le Korps Marinir a participé à diverses opérations militaires intérieures, notamment lors de l'opération Jayawijaya, dans laquelle des milliers de soldats du corps ont débarqué au début des années 1960 lors de la « campagne de libération de l'Irian », encore administré par les Pays-Bas et revendiqué par l'Indonésie.
Le « mouvement du 30 septembre » en 1965 sert de prétexte à l'armée de terre pour écarter le président Soekarno. Les KKO témoigneront de leur soutien au président. Des affrontements auront lieu avec le RPKAD (troupes spéciales de l'armée de terre).
Cette tradition qu'on peut qualifier de « républicaine » semble être réapparue lors du mouvement de protestation qui a marqué la fin du régime Soeharto fin 1997-début 1998, où les marinir se sont rendus très populaires. À plusieurs reprises, ils ont refusé de tirer sur les manifestants, sympathisant souvent avec eux.
Lorsque les premiers secours civils aux victimes du tsunami du 26 décembre 2004 sont arrivés en Aceh, province alors sous état d'urgence et contrôlée par l'armée de terre, la sécurité des organisations non-gouvernementales a été confiée aux marinir.
Toutefois, les rapports entre les Marinir et la population peuvent être marqués d'incidents. Ainsi le 30 mai 2007, une unité de marinir fait feu sur les habitants du village d'Alastlogo à Java oriental tuant 4 d'entre eux et en blessant 8 autres. 13 marinir ont été condamnés.

## Unités
(janvier 2025).
Le contenu est difficilement compréhensible vu les erreurs de traduction, qui sont peut-être dues à l'utilisation d'un logiciel de traduction automatique.
Les effectifs du corps se montent à 27 000 hommes répartis en 3 brigades d'infanterie et un bataillon d'éclaireurs. Le plan de développement de la marine pour 2005-24 prévoit de faire passer ces effectifs à 60 000 hommes. Based on this plan, every Kormar's base would have three combat brigades: the Infantry, Cavalry, and Artillery and would be supported by one Combat Support Regiment and one Administration Support Regiment. The expansion will create three Kormar bases: Surabaya for Eastern area command, Jakarta for Central area command, and Rate Island in Lampung for Western area command. The expansion would increase the strength of Kormar to 23,000 persons.
Due to budget restraints, the Korps has reduced the amount of allotted training time with armored vehicles. This has resulted in a largely ineffective defensive force that is surpassed by the regular army.
Le Korps Marinir est organisé en pasukan ("troupes"), équivalents de la division :
- Le 1er pasukan, basé à Surabaya (Java oriental) et constitué notamment d'une brigade d'infanterie, d'un régiment de cavalerie et d'un régiment d'artillerie;
- Le 2e pasukan, basé à Jakarta et constitué de la même façon, et de
- La 3e brigade d'infanterie, basée à Bandar Lampung destinée à constituer un 3e pasukan.

Chaque brigade d'infanterie est composée de 3 bataillons. Un 10e bataillon vient d'être créé. Son installation à Setokok, à côté de l'île de Batam, a été inaugurée le 17 octobre 2014. Cette création est justifiée par l'importance stratégique de Batam à l'embouchure du détroit de Malacca.
Le corps comprend également :
- Une équipe d'éclaireurs (Regu Pandu Tempur) et
- Un bataillon de commandos de marine, le Batalyon Intai Amfibi ou "Taifib".

## Matériel
[Quand ?]

### Matériel lourd
| Véhicule                          | Origine          | Rôle         | Version                      | En service   | Remarques                                         |              |
| Chars légers                      | Chars légers     | Chars légers | Chars légers                 | Chars légers | Chars légers                                      | Chars légers |
| --------------------------------- | ---------------- | ------------ | ---------------------------- | ------------ | ------------------------------------------------- | ------------ |
| PT-76                             | Russie           |              | PT-76B                       | 70           |                                                   |              |
| Véhicules de combat d'infanterie  |                  |              |                              |              |                                                   |              |
| AMX-10 P                          | France           |              | AMX-10 PAC 90 AMX-10P MARINE | 100          |                                                   |              |
| BVP-2                             | Slovaquie        | IFV          | BVP-2                        | 40           | [ 5 ]                                             |              |
| BMP-3                             | Russie           |              | BMP-3F                       | 54           |                                                   |              |
| Véhicules de transport de troupes |                  |              |                              |              |                                                   |              |
| BTR-50                            | Union soviétique |              | BTR-50PK                     | 70           |                                                   |              |
| BTR-80                            | Union soviétique |              | BTR-80A                      | 12           |                                                   |              |
| Véhicules amphibie à chenilles    |                  |              |                              |              |                                                   |              |
| PTS                               | Union soviétique | ATV          | PTS-M                        |              |                                                   |              |
| LVT7                              | états-Unis       | ATV          | LVT-P7A1                     | 15           | Donnés par la Corée du Sud, total potentiel de 35 |              |
| Lance-roquettes multiples         |                  |              |                              |              |                                                   |              |
| RM-70                             | Tchécoslovaquie  | MRL          | RM-70 Grad                   | 7            |                                                   |              |
| Artillerie                        |                  |              |                              |              |                                                   |              |
| LG1                               | France           | obusier      | LG1 Mark I                   | 20           |                                                   |              |

## Galerie

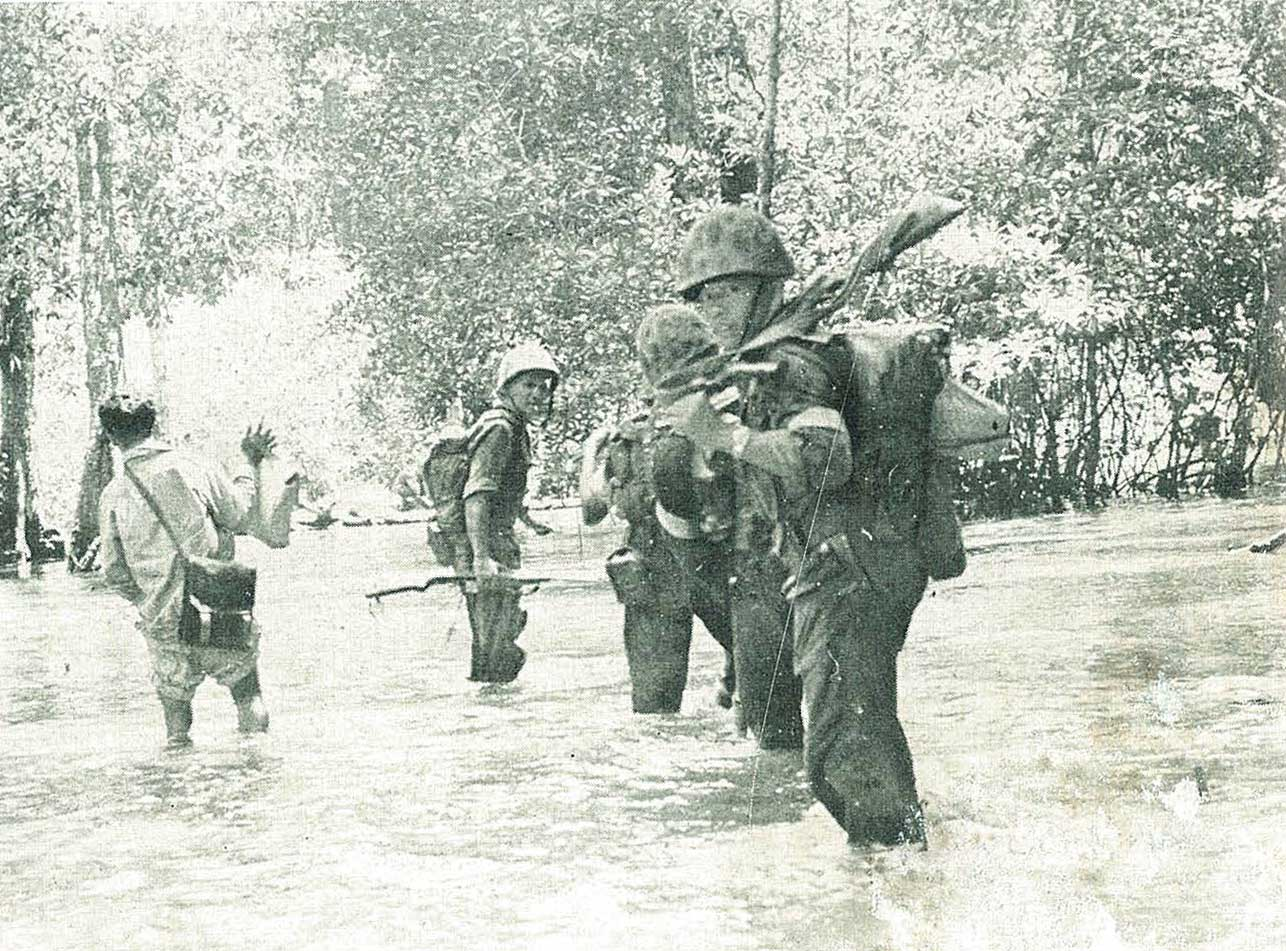
Marinir à la poursuite de combattants de la rébellion de la Permesta (1957-1961)
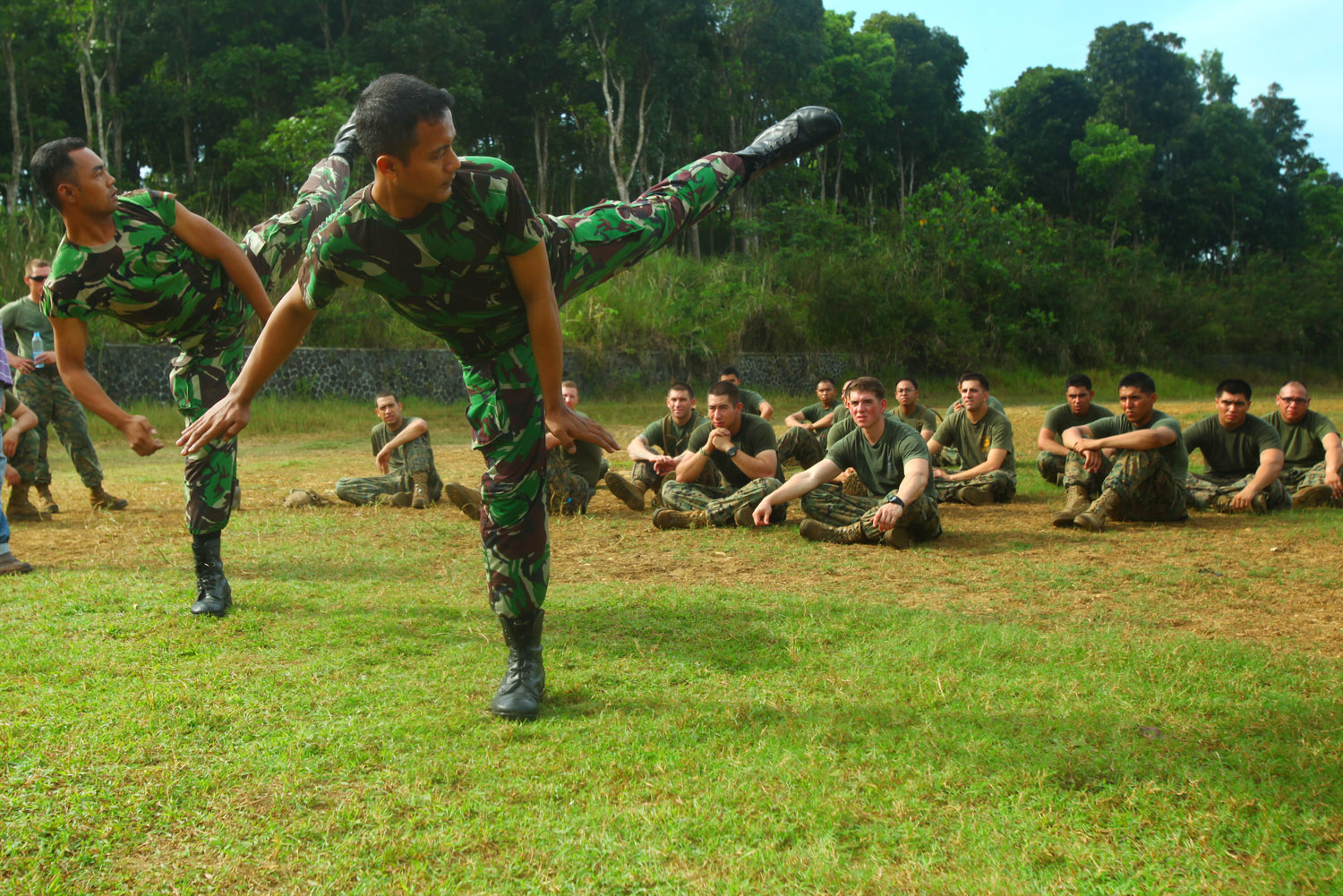
Des marinir indonésiens font une démonstration d'arts martiaux à des Marines américains lors d'un Cooperation Afloat Readiness and Training (CARAT) en 2011 en Indonésie
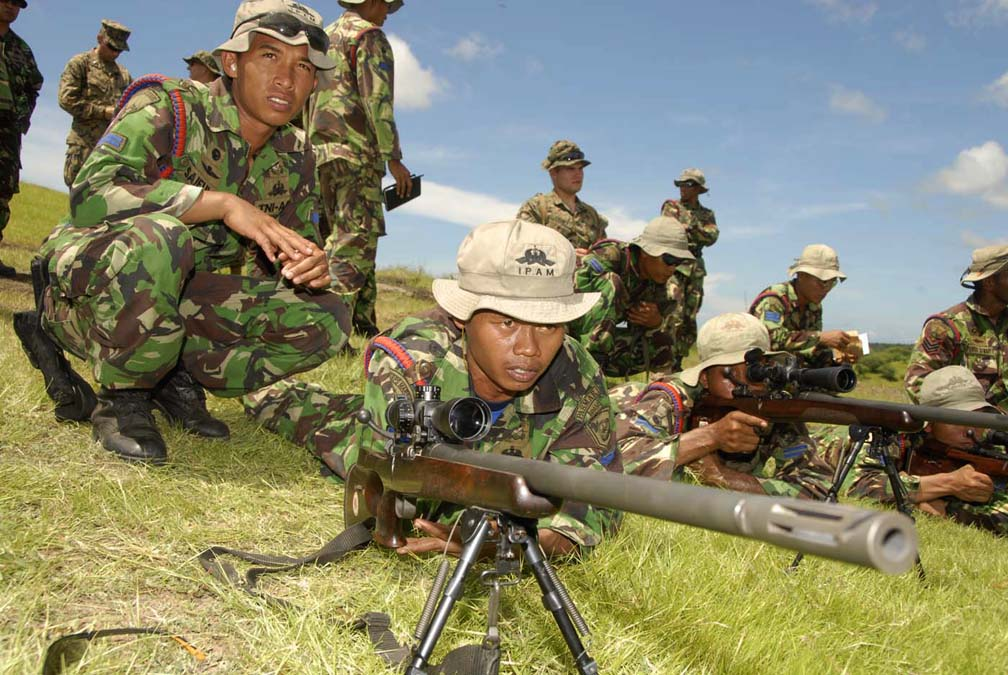
Marinir indonésiens à l'exercice avec des marines américains au camp de Karentekok (2006)
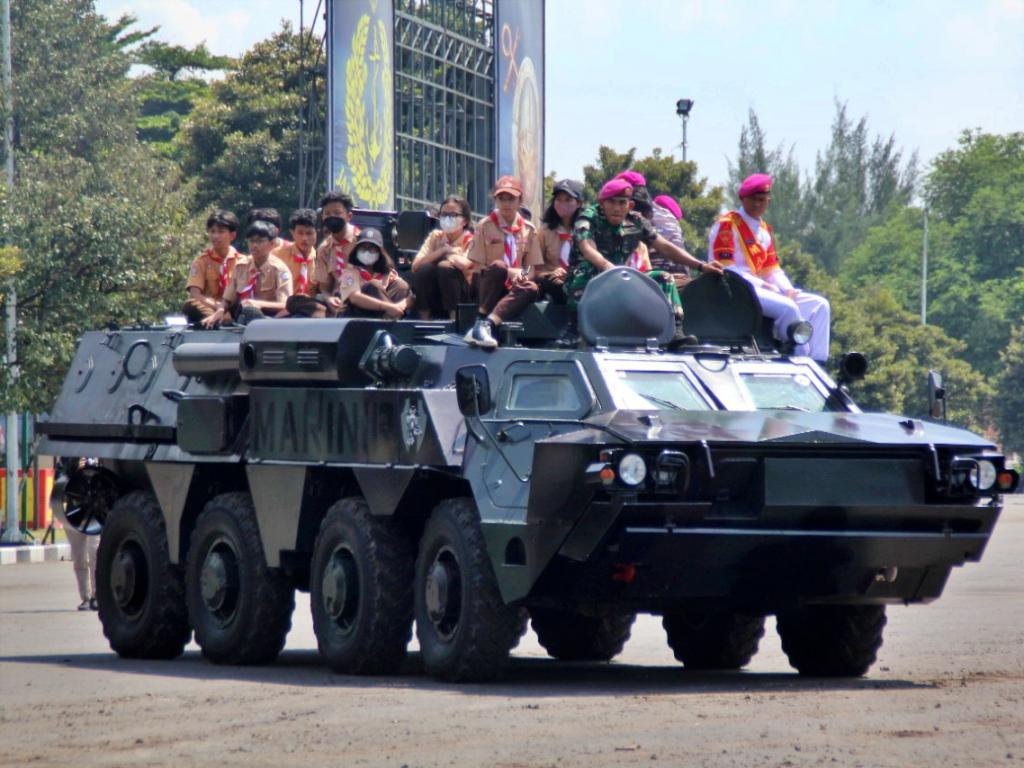
Siswa-siswi SMP Keluarga Widuri menaiki sebuah BTR-4M dari Batalyon Kendaraan Amfibi Pengangkut Artileri 1 Marinir (Yon Kapa 1 Mar) di Kesatrian Marinir Hartono, Cilandak, Jakarta Selatan
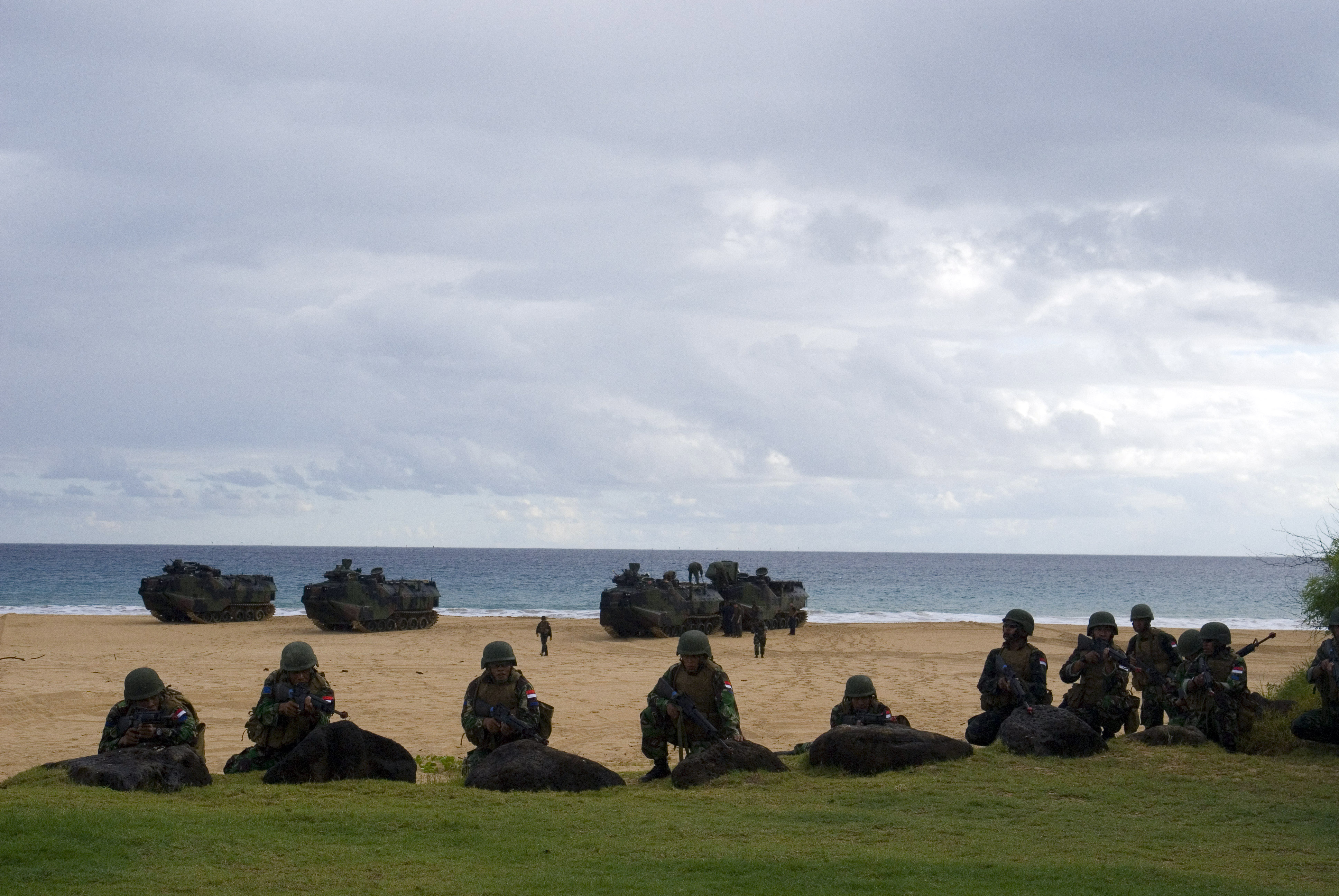
Unité du Korps Marinir lors d'un exercice dans le cadre  du RIMPAC (« Rim of the Pacific Exercise ») 2008 à Hawaii